# أليكس بين
أليكس بين (بالألمانية: Alex Bein)‏ (و. 1903 – 1988 م) هو مؤرخ من ألمانيا، وإسرائيل، توفي في ستوكهولم، عن عمر يناهز 85 عاماً.

## التعليم
تعلم في جامعة هومبولت في برلين
.

## جوائز
حصل على جوائز منها:

جائزة إسرائيل (1987)